# Nöydün
Nöydün è un comune dell'Azerbaigian situato nel distretto di Quba. Conta una popolazione di 300 abitanti.